# Yaya (República del Congo)
Yaya es una localidad de la República del Congo, constituida administrativamente como un distrito del departamento de Niari en el suroeste del país.
En 2011, el distrito tenía una población de 3805 habitantes, de los cuales 1856 eran hombres y 1949 eran mujeres.
El distrito fue creado administrativamente en 1994.
Se ubica en el este del departamento junto al límite con el vecino departamento de Lékoumou, unos 25 km al sureste de Mossendjo sobre la carretera P5 que lleva a Sibiti.